# Historie příkazů
Historie příkazů je funkcionalita, která uživateli umožňuje vyvolávat předchozí příkazy a po případné úpravě je znovu provádět. Je obsažena v mnoha shellech a jiných programech ovládaných pomocí příkazového řádku.

## Historie
V Unixu se historie příkazového řádku objevila v roce 1978, kdy ji ve svém C shellu implementoval Bill Joy inspirovaný mechanismem historie v Interlispu. Protože využívání historie zrychluje a usnadňuje práci, získala si oblibu mnoha uživatelů a v novějších shellech, jako je ksh nebo Bash je standardním rysem. Její užitečnost je zřejmá, např. v následujících použitích:
- opakované provedení stejného příkazu nebo krátké posloupnosti příkazů, např. když vývojář opakovaně používá několik příkazů pro překlad a spuštění programu
- oprava chyby nebo opakované provádění příkazu pouze s malými změnami

## Kombinace s editací příkazového řádku
Současné implementace kombinují historii s editací příkazového řádku. Kurzorové klávesy nahoru a dolů se používají pro výběr příkazu z historie a kurzové klávesy vlevo a vpravo pro pohyb v řádku na místo, kde uživatel může jednoduše zadat požadovanou změnu. Některé implementace používají menu: stiskem určité funkční klávesy, např. F7, se zobrazí nabídka posledních příkazů, ze které si uživatel může vybrat zadáním čísla. V této podobě zpřístupnil historii příkazového řádku příkaz DOSKEY v DR DOSu, jehož funkcionalita je vestavěna do interpretu Cmd.exe v Microsoft Windows.